# Pedro Lombardi
Pour les articles homonymes, voir Lombardi.
Pedro Lombardi est un auteur photographe franco-uruguayen indépendant, né le 9 janvier 1967 à Montevideo.

## Biographie
Pedro Lombardi naît à Montevideo en 1967. Après une formation à l’école Louis-Lumière, il commence sa carrière par des reportages dans le monde entier : Russie, Canada, Nouvelle-Calédonie, Maroc, États-Unis…
En 2005, il anime pour l’Institut Curie un atelier sur l’estime de soi avec des femmes victimes d’un cancer. Sur la base de cette expérience il monte un atelier photographique et travaille sur cette thématique avec l’association ASMAE de sœur Emmanuelle et des jeunes femmes seules avec enfants, en banlieue parisienne. « Elles avaient de nombreuses difficultés avec leurs enfants d’un côté et la société de l’autre. Le but était donc de parvenir à leur montrer une image qui leur permette d’être fières d’elles-mêmes ». Cela l’amène ensuite à travailler avec des personnes souffrant de dépendance, des autistes, des victimes de burn-out ou de harcèlement en entreprise.
En mai 2014, il réalise un reportage auprès de jeunes filles abusées sexuellement ou victimes d’incestes aux Philippines et accueillies par l’association Caméléon.
Passionné par le tango et le candombe, Pedro Lombardi réalise de 1998 à 2005, dans les trois grandes villes emblématiques du genre, Buenos Aires, Montevideo et Paris des séries photographiques sur le tango.
Lombardi est l'auteur du calendrier Aubade « Leçons de tango » publié aux éditions de La Martinière en 2004.
En 2014, il écrit un documentaire musical : Tango, no todo es rock avec Jacques Goldstein, réalisateur,. En 2020, durant le confinement, il réalise un clip musical sur le thème de la danse.

## Expositions
Liste non exhaustive
- 1998 : Palais de l’Unesco, Paris
- 2005/2006 : Tango de soie, Opéra de Lyon[7].
- 2007 : Sensual tango, Grand Palais (collective)
- Abrazo social tango club, exposition permanente à Nîmes
- 2008 : Exposition collective, La Contemporaine, BDIC
- 2013 : Frontières, Centre d'animation des Halles, Paris[3]
- 2014 : Tango, no todo es rock, Institut Cervantès, Toulouse[8]
- 2017 : Les mille visages de l’Amérique Latine et des Caraïbes, exposition collective, Galerie Les 7 Parnassiens, Paris[9]
- 2017 : Frontières, Club des Arts du Conseil de l’Europe, Strasbourg
- 2019 : Frontières, Hôtels Paris Rive Gauche, Paris
- 2020 : Les mille visages de l’Amérique Latine et des Caraïbes, exposition collective, Marché de Lerme, Bordeaux[10]

## Ouvrages
- Leçons de Tango, calendrier Aubade, Éditions de La Martinière, 2003  (ISBN 978-2732430317)
- Invitation au Tango, Éditions du Collectionneur, 2005[11],  (ISBN 978-2847620030)
- Les chiens ne font pas des chats, suivi de Le Chien de ma chienne, d’Olivier Tchang-Tchong, Éditions Voix Navigables, 2009 (ISBN 2913768059)

## Discographie
- Invitation to tango, Wagram Music, 2005[12],[11].

## Filmographie et vidéo
- Je ne suis pas là pour être aimé, octobre 2005, rôle du professeur de tango.
- Tango, no todo es rock, avec Jacques Goldstein, réalisateur, 2013[13],[14].